# El Progreso (Honduras)
El Progreso es una ciudad y un municipio del departamento de Yoro, en la República de Honduras. Actualmente es la sexta ciudad más poblada de Honduras y se posiciona como el Sexto municipio más poblado del país. Además, es la ciudad más importante en el Departamento de Yoro en población, comercio e infraestructura, y está entre las primeras cuatro ciudades con más movimiento laboral y comercial de Honduras.
También cuenta con una destacada ubicación territorial, ya que un 30 por ciento de su población laboral activa viaja y trabaja diariamente en San Pedro Sula, Villanueva, Choloma y otras ciudades aledañas a El Progreso como La Lima y Tela

### El Bananero
Es un monumento levantado en honor a la más grande fuerza laboral de la primera mitad del siglo XX en Honduras, al obrero del escultor progreseño José Raúl López Leonardo. Elaborada con estructura de metal y cemento. Se localiza a la entrada del bulevar Canaán en la ciudad de El Progreso, conocida como Capital del Banano o Perla del Ulúa. 
.

## Antecedentes

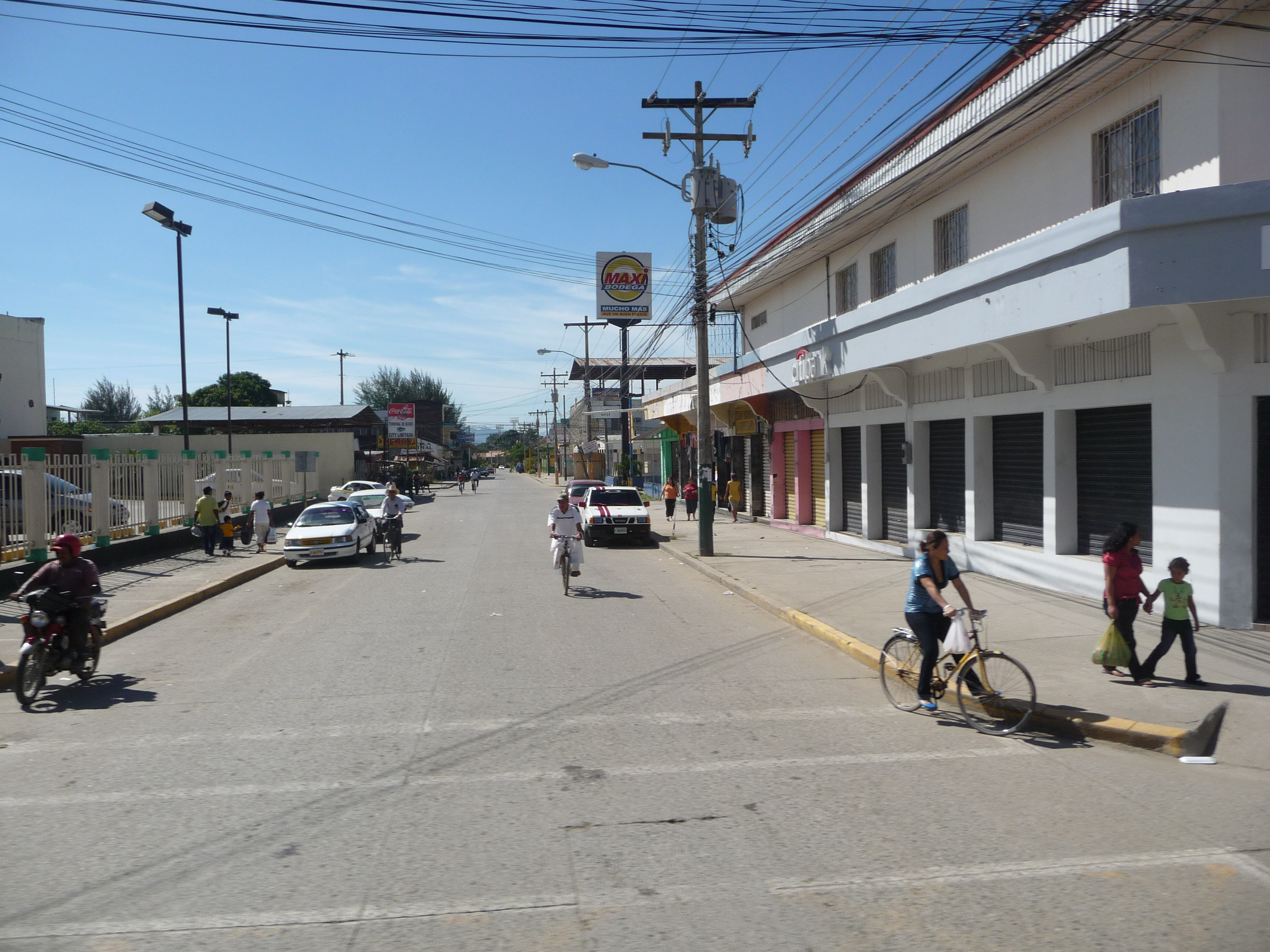
Una calle de la ciudad en los años 2000.

En 1891, El Progreso era una comunidad pequeña, conocida como Aldea del Río Pelo. Los ciudadanos Guillermo Jaime Baín y José Melecio Velásquez, reunieron a todo los vecinos del lugar para obtener su aprobación en solicitar a las autoridades respectivas, que la Aldea del Río Pelo se constituyese en municipio, ya que contaba con suficientes habitantes y producía renta capaz de satisfacer las necesidades que exigía una entidad de tal categoría.
Hecho los preparativos del caso, los vecinos en sesión especial, designaron al ciudadano José Melecio Velásquez Menjívar, para que presentase al Gobernador Político Departamental de Yoro, Coronel Luis Mejía, la solicitud de creación de municipio, la cual fue resuelta de conformidad con los deseos de los peticionarios.
A mediados de 1892, los gestores Pro-Municipio de Río de Pelo, recibieron la comunicación oficial de proceder a cumplir los requisitos legales para la creación definitiva del nuevo municipio. De inmediato, los vecinos de la aldea se reunieron en sesión y en ella acordaron elegir a las personas que debían constituir la primera corporación municipal de naciente municipio, siendo nominados – en una papeleta única- los ciudadanos Guillermo Jaime Baín como alcalde municipal; en el cargo de regidor, Fermín Escobar y como síndico, Julio Flores.
Conforme a la Ley se practicaron las elecciones, saliendo triunfante la papeleta indicada y de esta forma toma posesión la primera corporación municipal y simultáneamente, al naciente municipio se le bautiza con el nombre de “El Progreso”.
El primero de enero de 1893, el alcalde municipal de El Negrito, Tránsito Rodríguez acompañado de su Secretario Municipal, Francisco R. López, en solemne acto, tomó Promesa de Ley a las personas elegidas y se redactó la Primera Acta correspondiente a esta memorable Sesión de Corporación.
La primera Municipalidad funcionó en una casa alquilada al ciudadano Eusebio López, ubicada a la orilla de la placita, que era una de las mejores, misma que se le dio el nombre de cabildo.
El segundo año de vida del Municipio de El Progreso se eligió para que desempeñara las funciones de alcalde, al ciudadano español don Ramón Lleset, persona honorable y laboriosa, quien al nomás asumir las funciones de jefe del municipio, organizó los servicios, nombró los empleados correspondientes, tomando en cuenta sus capacidades.
Desde su creación y hasta la fecha, El Progreso ha tenido 62 períodos administrativos, dirigidos por 44 alcaldes, siendo el Abg. Alexander López Orellana, el último alcalde en gobernar a la fecha por cuatro períodos consecutivos los destinos de éste municipio. 

## Origen del nombre
Por mucho tiempo se llamó Santa María de Canaán del Río Pelo. Luego, por la rapidez con que se desarrollaba el municipio tanto en población y trabajo como en infraestructura, se le llamó El Progreso. También se le llamó así debido a que uno de los personajes importantes de la época, el señor Juan Blas Tobias, era de Progreso (Yucatán), en honor al lugar de donde él era originario.

## Geografía
El municipio se encuentra ubicado en el departamento de Yoro, en la república de Honduras. Sus límites geográficos son: al norte, con la ciudad de Tela, departamento de Atlántida, al sur con el municipio de Santa Rita, departamento de Yoro, al este con el Municipio de El Negrito, departamento de Yoro y al oeste con el municipio de San Manuel, departamento de Cortés.
Por su estratégica ubicación, casi todos los viajeros o turistas terrestres tienen la necesidad u obligación, de una forma u otra, de pasar por la ciudad de El Progreso. Por ello, La Perla del Ulúa, como es comúnmente llamada, es considerada una ciudad de extremada importancia en Honduras. Desde allí los viajeros hacen sus conexiones para San Pedro Sula, Tela, Santa Rita, La Barca, El Negrito, Morazán, Yoro, Olanchito, La Ceiba, Tocoa, Trujillo, La Lima, San Manuel, Santa Cruz de Yojoa, Comayagua, Tegucigalpa y además de su cercanía al Aeropuerto Internacional Ramón Villeda Morales. Aparte, tiene una salida al norte de la ciudad que pasa por la aldea de San José y llega al municipio de El Negrito recorriendo por la montaña de Mico Quemado. Otra salida importante es por los Campos Bananeros Progreseños llegando directamente a la aldea de Baracoa, perteneciente al municipio de Puerto Cortés, departamento de Cortés.
El clima de la ciudad es húmedo. Llega a alcanzar los 18 y 36 °C. La ciudad está dividida en tres zonas geográficas y cuenta con más de 50 aldeas, 194 barrios y colonias y 234 caserios donde habitan una población urbana de aproximadamente 143,000 habitantes y rural de 45,366

## Límites Geográficos
Al norte con el municipio de Tela, Atlántida; al sur con el municipio de Santa Rita, Yoro; al este, con el municipio de El Negrito, Yoro; al oeste con el municipio de San Manuel, Cortés.

## Extensión Territorial
Su extensión territorial es de 536.7 km², de los cuales 70.43 km² es área urbana y 477.07 km² rural. Su población, para 2023, se estima en más 200 mil habitantes. Está conformado por 50 aldeas y 234 caseríos registrados en el Censo Nacional de Población y Vivienda de 2013 (realizado por el Instituto Nacional de Estadística de Honduras, INE). El código de identificación geográfica de El Progreso, Yoro es 1804.

## Población
Según las proyecciones del Instituto Nacional de Estadística (INE), durante el año 2023, la población de El Progreso era de 204,420 habitantes y está dividida socialmente de la siguiente manera:
- Clase Alta: 5%
- Clase Media: 25%
- Clase Baja laboral Viviendo con el Salario Mínimo o Menos 50%
- Clase Baja Pobreza extrema viviendo con 20 lempiras o menos al día 20%[cita requerida]

La concentración poblacional está dividida de la siguiente manera:
- Área Urbana: 62%
- Área Rural: 38%

Por sexo la población está dividida de la siguiente manera:
- Mujeres= 105,581
- Hombres= 94,430

- La población económicamente activa es de 46 %
- Y sus colonias más populares son:

Barrio el Centro, Colonia Corocol 1 2 y 3, Palermo City, Colonia Bendeck, Esperanza de Jesús, Suazo Córdoba, Berlín, Quebrada Seca, 3 de Abril, San Jorge y La 2 de Marzo.
- Sus aldeas más grandes son:

Urraco Pueblo,  Agua Blanca Sur, Guaymitas, Las Minas, Las Sarrosas, La Guacamaya, Monterrey (antes campo bananero), Amapa (antes campo bananero), La 45 (antes campo bananero),
- y su crecimiento poblacional es  3.2% porcentual anual

## Economía
Una de sus principales fuentes de empleo es la industria maquiladora, con la mayoría de ellas ubicadas en ZIP, El Porvenir.
Debido a que últimamente la ciudad de El Progreso ha tenido una gran explosión comercial, se ha colocado entre las mejores 5 ciudades más importante de Honduras, razón por la cual el gobierno de Honduras está ayudando al mejoramiento de la infraestructura de esta ciudad, aunque aún no es lo suficiente para soportar este gran movimiento comercial.

## Mico Quemado

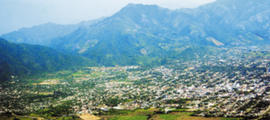
La deforestación e incendios son problemas graves en Mico Quemado

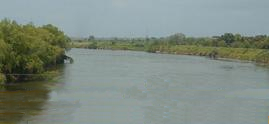
Río Ulúa

La Cordillera de 'Mico Quemado' es una de las atracciones de la ciudad de El Progreso. Se encuentra ubicada al oriente de la ciudad y está de frente al gran valle de Sula. Más de 28,000 ha de esta cordillera están protegidas por el gobierno central de Honduras. Esto se debe a su riqueza ecológica, ya que allí habita una gran cantidad de plantas y animales exóticos. El área es también importante para los habitantes de la ciudad, porque allí se origina el sistema de agua que surte a la población.

## Río Ulúa
El río Ulúa es un río en la parte oeste de Honduras. Tiene su nacimiento en el área montañosa de Intibucá, cerca de la ciudad de La Paz, desde donde recorre 358 km hacia el noroeste en la dirección del golfo de Honduras. Sus principales afluentes son los ríos Humuya, Blanco, Otoro y Jicatuyo.
El río Ulúa es uno de los más grandes e importantes de Honduras, tiene su nacimiento en el departamento de Intibucá bajo el nombre de río Grande de Otoro. El Ulúa hace su recorrido por los departamentos de Santa Bárbara, Cortés, Yoro y Atlántida, donde es alimentado por los ríos Higuito, Mejocote, Lindo, Jicatuyo, Humuya o Comayagua y el Sulaco; además de muchos riachuelos que lo llevan a desarrollarse en unos 400 km de largo. Por ser un río caudaloso, el río Ulúa es también peligroso, debido a que durante ciclones o lluvias torrenciales tiene tendencia a crecer su caudal fluvial de forma desmedida, por lo tanto, causando daños a los poblados o ciudades a su paso.

## El Escudo del Municipio

Escudo de El Progreso, Yoro

El escudo representa la simbología de sus habitantes y sus características. La creación se debe al ilustre progreseño Don Mauricio Alemán, quien pensando en la riqueza agrícola de la zona presentó esta idea al alcalde municipal para que lo apoyare en su realización. 
Se encomendó el tallado del escudo al Sr. Antonio Andino egresado de la Escuela de Bellas Artes de Honduras, se plasmó un racimo de banano que representa las plantaciones bananeras que existen en el municipio, un fruto de la planta del maíz representando en alimento básico de la zona, las naranjas representan los cítricos por su abundancia en el área y una vaca representando la ganadería como un renglón básico de la economía progreseña.

## Instituciones académicas
Los principales institutos de educación media son:
1. Instituto Gubernamental Perla del Ulúa
2. Instituto Eduardo Hernández Chévez
3. Instituto San José
4. Instituto Manuel Díaz Palma
5. Instituto Notre Dame
6. Instituto Departamental El Progreso
7. Instituto Rómulo E. Durón
8. Instituto Roberto Michelleti Bain
9. Centro Técnico Loyola
10. Instituto Esteban Moya
11. Centro de enseñanza técnica superación (C.E.T.E.S.)
12. Instituto Gubernamental José Simón Azcona Hoyos

## Deportes
El Honduras Progreso es el equipo de la ciudad, que actualmente juega en la Liga de Ascenso de Honduras.

## Fechas Festivas
- Celebración del Señor de Esquipulas - 15 de enero.

- Piscinas del Pueblo en Museo Ferroviario - Semana Santa.
- Mes de la Familia - Bodas Gratis - Mes de agosto.
- Feria Internacional Progreseña, FERINPRO - Mes de septiembre.
- Día de la Virgen de las Mercedes, Patrona de los progreseños - 24 de septiembre.
- Aniversario de la ciudad de El Progreso, Yoro - 19 de octubre.
- Villa Navideña Progreseña en Museo Ferroviario - Mes de diciembre.